# 彼得·利普顿
彼得·利普顿（英語：Peter Lipton，1954年10月9日—2007年11月25日）是一位英国科学哲学家和心理學家，剑桥大学科学哲学史系汉斯·劳辛教授，主要作品有《最佳说明的推理》（Inference to the Best Explanation）等。